# 校舎のうらには天使が埋められている
『校舎のうらには天使が埋められている』（こうしゃのうらにはてんしがうめられている）は小山鹿梨子による日本の少女漫画作品。『別冊フレンド』（講談社）で連載された。公式で使われている略称は「校舎うら」「うら天」など。

## 概要
これまでは漫画化作品と短編のみを描いてきた著者による初のオリジナル長編作品。著者が担当編集者に「子どもとサバイバルもの好きだよね！ このふたつ合わせればいける」と言われたことがきっかけとなって生まれた作品だという。ちなみに単行本のタイトルロゴデザインは毎巻異なっている。
キャッチコピーは「衝撃のエレメンタリー・サスペンス!」。学校内でのいじめを扱った作品で、サスペンス調となっている。同じ『別冊フレンド』で連載されていた『ビタミン』や『ライフ』のように、過去にも同様のテーマを掲げていた漫画作品はいくつかあるが、本作は、
- 舞台となる学級が小学4年生と比較的幼いこと
- それでいていじめの内容は自殺者が出るほどの苛烈なものであること
- 数人が差別や私怨をきっかけに行うのではなく、学級内の児童全員が知った上で半ば制度的に行われていること
- いじめのリーダー格が小学生離れしたリーダーシップと残虐性を持つ超人的な少女であること

など、極めてハードな内容が特徴で、少女向けというよりむしろ青年向けに該当する描写が多い。これは既存のいじめ漫画をなぞった作品にならないよう今までにあまりなかった話になるよう著者が心がけているためである。
群像劇の形式を取り、児童や教諭など様々な人物の視点で物語が進む。舞台となる赤ヶ瀬小学校4年2組の児童は30人全員に設定が与えられており、単行本では毎巻名簿が載せられている。
2013年6月号の掲載分をもって連載が終了したが、はっきりとした決着が描かれないまま終わっており、単行本第5巻（最終巻）に収録された描き下ろしの最終話で正式な結末が描かれた。
また、同誌の2014年の1月号から5月号まで後日談である続編の『校舎のうらには天使が埋められている ＜蝕＞』（こうしゃのうらにはてんしがうめられている しょく）が短期集中連載された。続編の単行本は、「校舎のうらには天使が埋められている」6巻として3月に、7巻として2014年の5月に刊行されている。

## あらすじ

### 本編
赤ヶ瀬小学校4年2組に転校してきた後堂理花は、内気な性格で周囲にうちとけられず悩んでいたところ、クラス一の美少女である蜂屋あいに声をかけられ彼女と仲良くなった。ソラというわんこが夏休みの前に死んでしまったと悲しそうに話すあいに、理花は「ソラのかわりにあいちゃんを元気にしてあげる！」と約束し、2人の友情は深まるかのように思えた。だが、あいは翌日に「ソラ」というネームプレートのついた犬の首輪を笑顔で理花の首につける。4年2組において「わんこ」とはいじめのターゲットのことであり、「ソラ」とは夏休み前に学校の屋上から落ちて死んだ先代わんこである曽良野まりあの事だった。理花は入れ替わりのように転校してきたというだけで次のわんこにされてしまったのだった。理花はその日からクラスメートしかいない時だけ、首輪をつけられ四つん這いで歩くことを強要され、「犬の餌を無理矢理食べさせられる」「暴力を振るわれる」といったいじめを受けるようになった。
以前からいじめを良く思っていなかった浜上優は、いじめを止めるため説得に乗り出したが、次のわんこにされてしまった。隣のクラスの4年3組の担任教師である野呂瀬弘は、半裸で泣いている優を見つけ大人の中ではいち早くいじめに気づき解決しようと奔走するが、半裸の優を抱きしめて慰めている姿を写真に撮られ流出され、淫行教師との疑いがかかり休職に追い込まれてしまい、優を救うことは叶わなくなった。
クラスの中では浮いた存在の光本菜々芽は、以前に親切に接してくれたことのある優に好意を抱いていた。単独行動が多くいじめが行われる時も不快だからと席を外し関わらないでいた菜々芽だったが、いじめがエスカレートする中で、優から笑顔を奪ったいじめの首謀者・あいに立ち向かう決心をする。

### 後日談＜蝕＞
4年2組の事件が収束してから3年後、菜々芽と優は名門・月見ヶ峰学園中等部に進学した。あいと対決したあの日から悪夢に苦しめられる菜々芽は、自分のクラスで起きているいじめに悩んでいた。さらに彼女を悩ませていたのが、いじめを主導している華ヶ崎愛子という少女の存在。彼女は、3年前に行方不明になった蜂屋あいに酷似した容姿と性格を持っていた。
時を同じくして、菜々芽達の住む町では中高生のカップルが覆面の集団に暴行される「リア充狩り」と呼ばれる事件が多発していた。ある日、優は所属する美術部の先輩と帰宅する途中覆面の集団に襲われた所を駆けつけた菜々芽に助けられる。後日、カップル暴行事件の主犯が愛子ではないかと疑った菜々芽は彼女を問いただすが、愛子は多くを語らず、菜々芽に「放課後、校舎裏に来て欲しい」とだけ告げる。呼び出しに応じた菜々芽だったが、そこで彼女は何者かに殺され校舎裏に埋められた愛子の遺体を発見する。
この事件をきっかけとして、菜々芽は新たな事件に巻き込まれることとなる。そしてこの事件の裏には、蜂屋あいの遺志を継ぐ者の影があった。

## 登場人物

### 主要人物
蜂屋 あい（はちや あい）
主人公。出席番号20番の女子児童。肩までの髪はカラーではストロベリーブラウン、モノクロでは白色で表現され、いつもリボンカチューシャをつけワンピースを好んで着用している。カチューシャとワンピースは白色であることが多い。
お淑やかなお嬢様のような雰囲気の美少女。4年2組で行われるいじめの首謀者で、紹介文などでは「白い悪魔」と表記され、「黒い天使」と紹介されいじめに立ち向かう菜々芽とは対照的な存在として描かれる。第20話と書き下ろしの最終話のサブタイトルに彼女の名前が与えられている。本作の最大の悪役。
「不思議の国のアリス」「眠れる森の美女」「赤ずきん」などを原書で読み、成績優秀でスポーツも得意、校内合唱大会ではピアノの伴奏を任され、何事にも秀でたクラスの中心人物。いじめに関してもあい自身と取り巻きのグループが中心となっているが、自ら直接暴力や暴言を奮うことはなく、主な方法として周囲に直接的に命令をすることもなく「○○したら楽しいと思うよ」といった発言で間接的に扇動する。なお、いじめを行う児童らの顔は邪悪そうに醜く描写されるが、当人はいつも純真そうな笑顔を浮かべて傍観している。
人間の心を「色」に例えて見る感受性の持ち主であり、いじめによってクラスメート全員の心を弄ぶことで「心の色」が次々変わっていくことを楽しんでいた。しかし他のクラスメート達が悪意や絶望の感情によって「黒く」なっていく事に対し、いじめに抵抗し続ける菜々芽の「心の色」だけが美しい青であり続けることに強い興味を持ち、菜々芽に執着する。
物語終盤、校外学習の日に菜々芽と対峙し、美術館の奥にあった部屋（かつて父のアトリエだった部屋）で自分の過去を告白する。かつては画家の父と母、メイドと共に暮らしていたが、父があいの絵を描き始めてから「お前には色がない」という言葉とともに精神を病み、母とメイドは姿を消したという。自らの過去を語った直後、菜々芽と共にアトリエの穴に身を投げ、彼女と共に海に転落。菜々芽と異なり海辺に流れ着いておらず、彼女自身の遺体は見つからないため、行方不明となった。最後の場面では学校の屋上から菜々芽と優を見つめる描写がある。
後日談＜蝕＞では、何者かの回想の場面で登場。子供時代に父の友人の子供（○○ちゃん）に出会って大きな影響を与えていたことが語られている。
名前の由来は「女王蜂」。
光本 菜々芽（みつもと ななめ）
もう一人の主人公で出席番号25番の女子児童。髪はカラーではロングのブルーブラックで、ネクタイとプリーツスカートという組み合わせの全体的に黒い服装が多い。本作は彼女の視点で描かれている。
いじめに関わらずにいて序盤は目立つことはなかったが、第5話であいに宣戦布告してからもう一人の主人公となった。紹介文などでは「黒い天使」と表記され、「白い悪魔」と紹介されるあいとは対照的な存在として描かれる。第6話と第9話から11話までのサブタイトルに彼女の名前が与えられている。
教師から「面倒な親」と言われるほど別の意味で教育熱心かつヒステリックな教育ママを母親に持ち、私立小学校を受験していたが落ちて現在の学校に進学した。受験に失敗したものの文武両道で、母親に言われて稽古事に通っている。家は裕福だが、支配的に振る舞う母親とは仲がよくなく、学校でも無愛想で孤立していた。元々クラスに馴染んでいなかったところ、理科の授業で植えたホウセンカが彼女のものだけ発芽しなかったことや、珍しく菜々芽がうさぎ小屋を見に来た翌日に何者かにうさぎが殺されたことが重なり、「死神」だと気味悪がられ遠巻きにされるようになった。どのような陰口を叩かれても相手にせずクールな態度を貫いていたが、気にかけてくれた優の温かさには涙し、友達として一緒に行動することこそないものの優を大切に思うようになった。優が最初に追い詰められた時に「馬鹿馬鹿しい」と一蹴し立ち去ったが、その日の夜に優が「かいぼう」されている画像メールが携帯に送られ、彼女を守れなかったことを後悔し、部外者のスタンスでいたいじめを止めさせようと行動に出るようになった。
物語後半では、いじめグループの一部に命を狙われるようになりつつ、野外学習の遠足で起きた事件を契機にまりあの死の真相を知るため行動する。
物語終盤、校外学習の日にあいらいじめグループの中心人物たちと対峙し、あいとの対峙の末に彼女と共に屋敷のアトリエにあった穴（海に繋がっていた穴）に転落。海辺に流れ着いたところを救助され、しばらく意識不明の状態が続いたものの、数日後に意識を取り戻した。また、最終的には優と親友同士になったことが語られた。
後日談＜蝕＞では、優と共に月見ヶ峰学園中等部に進学。あいと対峙した日から悪夢に悩まされていることが語られている。この物語でもクラス内でのいじめを止めようとしており、あいの面影を持つ華ヶ崎愛子に疑いの目を向けている。その最中に偶然覆面の集団に襲われた優と春日を助けたことがきっかけで、カップル襲撃事件の主犯が愛子ではないかと疑い彼女を問いただそうとしたが、呼び出しに応じて向かった校舎裏で愛子の遺体を発見したことから新たな事件に巻き込まれる。
名前は、母親が「あなたは常の人の上に立つべきなの ただの上じゃダメ ななめ上を行って下の人たちの度肝を抜くのよ」という思いを込めてつけたという。また、苗字の由来は「一筋の光」。

### 赤ヶ瀬小学校4年2組の児童
出席番号は男女混合で、五十音順だが転校生の理花のみ例に漏れ、付け足される形で出席番号は最後となっている。あいを中心に凄惨ないじめが行われていた。しかし、そのことによって表面的にはクラス全体が統制され団結力があるように見え、大人達からは「お行儀が良くてよい子達ばかり」と見られていた。
最終話でいじめの事実が明るみに出た後は、入院、転校、「長い休みに入った」といった諸事情で出席できない生徒がでてきたことが語られている。
曽良野 まりあ（そらの まりあ）
出席番号14番の女子児童。髪はショートカットで、カラーでは茶髪。
第12話と第14話、第17話のサブタイトルに彼女の名が与えられている。はじめに「わんこ」と称されていじめられるようになった人物で、第1話よりも過去の、夏休みに入る直前の時期に屋上から落ちて亡くなっている。その件は事故として処理された。わんことしてつけられた首輪に書かれた名前は「ソラ」で、以降のわんこは「二代目ソラ」といった風に呼ばれることもある。単行本に掲載されている名簿では、当初は彼女のみ顔に影がかかってはっきりと見えないようになっていた。
内向的で友達ができず、ノートに漫画を描くことを趣味としていた。その漫画を取り上げられてからかわれたことが後のいじめにつながった。回し読みされた漫画を心から楽しんで読んでいた近藤と急速に仲良くなるが、近藤への巻き添えがほのめかされるなど過激化していくいじめに堪えられなくなったまりあは近藤に一緒に死んで欲しいと頼み、手をつないで屋上から一緒に飛び降りることを約束した。しかし近藤は直前で怖じけてしまったために自身だけが死ぬ結果に終わった。野外学習では幽霊として登場している。
実は死の直前にいじめの経緯を記した漫画と、自身が「かいぼう」された際の音声を録音したカセットテープを秘密箱に入れて校舎の裏に埋めていた。後にその秘密箱は菜々芽と中西に発見され、漫画は菜々芽に真実を知らせるきっかけを作る。また、証拠のテープは目代の手元に渡って木戸に真実を知らせるきっかけとなり、最後はいじめの証拠として教育委員会に提出された。
なお、生前は憧れゆえの嫉妬から菜々芽のことを嫌っていた（このことは彼女の描いた漫画でも語られている）。
後堂 理花（うしろどう りか）
出席番号30番の女子児童。髪はややクセのあるボブカットでカラーでは茶髪。ホットパンツを履いていることが多い。
2学期になってからやってきた転校生で、2人目の「わんこ」となる。第1話の主人公であり、その後もメインキャラの一人として登場する。第1話と第18話のサブタイトルに彼女の名前が与えられている。
物語は彼女が「たったひとりの親友」である少女・みらいに見送られる場面から始まる。内気な性格のせいで中々クラスに馴染めず自己嫌悪に陥っていたところ、あいに助け舟を出され彼女を慕うようになった。だが、それは突き落とすための前振りにすぎず、すぐにいじめられるようになった。理花へのいじめをやめさせようとした浜上優が非難対象になった時は、「わんこ」を優に変えてもらうため皆の尻馬に乗り、優を窮地に追いやった。優に「わんこ」が移ってからは、皆とともに嗜虐的な笑いを浮かべながら優をいじめるようになった。また、あい達の影のターゲットが菜々芽になってから幾度も彼女の殺害を企てた。
野外学習では遠足の際に千尋と共謀して菜々芽を殺そうとしたが失敗し、「わんこ」か「しけい」になることが決まると同時にもう一度だけチャンスを与えられた。その後、千尋から再び菜々芽殺害を持ちかけられ、それに協力することになるも、内心ではいじめに参加したことを後悔しており、校外学習の日に菜々芽殺害の計画を実行した際にその後悔から自殺を図ったが、間一髪で菜々芽に助けられ改心した。
最終話では北別府へのいじめを止めようとしていることが語られた。
後日談＜蝕＞にも登場。中学生になってからは中西健太と仲良くなっている。愛子が殺害された事件の二日後に彼と下校している最中に覆面の集団に襲われたところを近藤に助けられる。その後菜々芽の状況を知り、近藤や中西と共に菜々芽を助けようと動き出す。
名前の由来は、転校生で「後」からやってきたから。
浜上 優（はまがみ ゆう）
出席番号21番の女子児童。前髪を高い位置で結びおでこを全開にしている。水玉柄を好み、服や小物などで多く見られる。第2話と第3話のサブタイトルに彼女の名前が与えられている。
いじめに積極的なグループとは親交関係を持っていたが、優自身はいじめを不快に思っていた。まりあが死んだ時に、窓越しに落下してくるまりあを見てしまい、その直後に屋上の方からやって来たあいと遭遇し「あいがまりあを殺した」と思い、あいを恐れている。
理花を助けようといじめをやめることを提案した結果、3人目の「わんこ」となってしまう。クラスメートの隼人とは幼馴染で、互いに恋心を抱きあっていたが、保身を選んだ隼人に裏切られる。理花へのいじめには性的なニュアンスのものはなかったが、優が受けたものは服を脱がされ全裸にされるという、「かいぼう」と呼ばれる性的いじめであり、野呂瀬にそれを知られ絶望して自殺を試みたが彼に止められて慰められ、更に野呂瀬が合唱会の日に淫行疑惑をかけられた時に菜々芽が壇上に立っていじめを告発したことから、隼人を遠ざけて野呂瀬と菜々芽を頼るようになる。後に菜々芽が理花に殺されかけたことから、いじめの事実を他の大勢の先生の前で告発しようと一度は決意したものの、隼人を次のわんこにすると脅されて裏切った隼人を見捨てられず告発を取りやめてしまい、あい達の策略によって野呂瀬に淫行されているとの疑惑をかけられ野呂瀬が休職処分になって以降は、不登校になった。
物語後半で菜々芽達がまりあの死の真相を聞き出すために家を訪れた際、菜々芽達の説得によって心を開き、彼女たちに自分が目撃したことを話した。
最終話では語り部となり、4年2組と関係者のその後を語り、最後は菜々芽と親友同士になったことが語られた。
後日談＜蝕＞でも登場しており、菜々芽と共に月見ヶ峰学園中等部に進学している。前髪をピンで止めたセミロングの髪型になっている。中学校では美術部に所属しており、先輩の春日と仲良くなるが、ある日彼と一緒に下校する途中で覆面の集団に襲われたところを菜々芽に助けられる。
名前の由来は「優」しい。
波多部 隼人（はたべ はやと）
出席番号19番の男子児童。一人暮らしをしている姉がいる。第15話のサブタイトルに彼の名前が与えられている。
優とは集合住宅の隣室同士であり、幼馴染兼両想いの恋人でもある。優がクラス内で微妙な立場になった時は「俺が守る」と誓っていた。しかし、いざ次の「わんこ」を隼人にすると脅された途端に怖じけてしまい、いじめに加担し優を裏切り、はやし立てる声に従い優の服を無理矢理脱がせた。当然のことながら以降から優には冷たくされ、そのことで情緒不安定になり優の部屋の聞き耳を立てるなど病んだような行動が多くなった。また、いじめのことを知り優に接近するようになった教師の野呂瀬を嫉妬。彼をロリコン扱いしている。そこをあいにつけこまれ、半ば彼女に従うようになる。
野外学習から数日後、菜々芽達がまりあの死の真相を探るために優の家に向かったところを目撃し、帰宅途中の菜々芽の前に現れて「優に近づくな」と言うが、その際に菜々芽からの叱責を受けたことで目が覚め、いじめグループに立ち向かうことを決意する。その数日後にいじめられていた中西を助けるが、その後の帰宅途中で罠にはめられ4人目の「わんこ」にされてしまった。しかし、物語の終盤で麗音奈と竹ヶ原が「かいぼう」されそうになった際に野呂瀬や中西と共にその現場に駆けつける。
最終話では、理花や中西と共に北別府へのいじめを止めようとしていることが語られた。
名前の由来は「イケメンそう」だから。
近藤 泉（こんどう いずみ）
出席番号10番の男子児童。くせのある髪でカラーでは金髪。怠そうに無表情でいることが多い。
いじめには消極的な人物の1人。第19話のサブタイトルに彼の名前が与えられている。
本編においてあまり目立ったキャラではなかったが、遠足で菜々芽が滝に突き落とされた際は飛び込んで助け、彼女の味方であることを示した。遠足の事件以降は曽良野まりあの死の真相を探り始めた菜々芽に協力するようになる。
実は生前の曽良野まりあと仲良くしていた男子の正体であり、まりあとは相思相愛の仲だった（中西はそれを認知していた）。まりあの自殺の際に彼女を見殺しにしたところをあいに目撃され、脅迫される形であいに従っていた。
物語終盤、校外学習の日にあいや関と共に菜々芽の前に現れ真実を話し、直後に菜々芽を殺そうとした関から菜々芽を庇って刺され、自身もあいを殺そうとするが彼女を庇った関を刺してしまい失敗、彼と共に重傷を負う。その後意識を失い、炎上した美術館に取り残されるが木戸に救助され、彼女に庇われる形で生存した。
最終話では、全てが終わった後に意識を取り戻し、復学後に中西と和解し彼の親友になったことが語られた。
後日談＜蝕＞でも登場しており、中学生になってからは弓道部に入っている。愛子が殺害された事件の二日後に下校途中の理花と中西が覆面の集団に襲われたところを目撃し、彼らを助け出す。その際、覆面の集団の一人が月見ヶ峰学園の制服を着ているのを目撃する。後に菜々芽が月見ヶ峰学園で起きた事件に巻き込まれていることを知り、中西や理花とともに彼女を助けようと立ち上がる。
関 大地（せき だいち）
出席番号13番の男子児童。長めの髪をハーフアップにしている。
いじめに関して積極的な人物の1人で、あいの部下の1人でもある。第13話のサブタイトルに彼の名前が与えられている。
普段は他の男子達と同様子供らしくしているが、実際は菜々芽と同じくクールで寡黙な性格をしており、その裏には残忍かつ凶悪な本性を持つ。殺傷行為に一切の罪悪感はなく、あいからの信頼は厚く「私の王子様」と称されている。一学期に、クラスで浮いている菜々芽を更に孤立させるために、菜々芽が接触した飼育小屋のうさぎを殺そうという案を曽良野まりあが押し付けられた際、怖がるまりあに代わって躊躇なくうさぎを殺した。
野外学習の数日後、千尋にあいからの報告をする際、千尋に暴行を加えたことで彼女がさらなる凶行に走らせる原因を作った。その数日後の校外学習の日ではあいと対峙した菜々芽を殺そうとするが、近藤が彼女を庇ったため失敗。直後にあいを庇って近藤に刺され、重傷を負った。
最終話では木戸に助け出されて生還し、回復し次第警察から取り調べられる予定であることが語られた。
斎藤 未咲（さいとう みさき）
出席番号11番の女子児童。サブカル女子らしい見た目で、眉毛がやや太め。シニヨンの髪型でカラーでは金髪。歯列矯正中。ランドセルを通学カバンにする生徒が多い中でリュックを使っている。
いじめに関して積極的な人物の1人で、あいの部下の1人でもある。
インターネット好きで、語尾に笑いを表す「www」をつけたり、ネットスラングを頻繁に発言の中に混ぜている。携帯電話をよくいじっており、パソコンについても詳しい。ローリエと手を組んでいじめを行うことが多い。
裸にした優を携帯電話で撮影して女子児童間で共有するという悪質な行為を楽しんでいる他、いち早くいじめに気づいた大人である野呂瀬弘先生を排除するため、彼が半裸で泣いている優を抱きしめ慰めている現場の写真を校内合唱大会のスライドショーに混入させ、淫行教師疑惑を持たせた。
物語終盤の校外学習の日に、ローリエと共に菜々芽をあいの下へ案内するが、その直後、千尋が起こした火事に巻き込まれ負傷した。
名前は「中二病っぽい」というイメージでつけられた。
村橋 ローリエ（むらはし ローリエ）
出席番号26番の女子児童。ツインテールの髪型でカラーではプラチナブロンド。ロリータ・ファッションが多い。特徴的な名前だが、ハーフといった特別な事情があるわけではなく俗にいうキラキラネームである。
いじめに関して積極的な人物の1人で、あいの部下の1人でもある。
人間関係に関してはドライなところがあり、優や麗音奈とは表面上仲が良いが実際は軽んじているような態度を取る。未咲と手を組んでいじめを行うことが多い。いじめを厭った優が隼人と共に家出してしまった時は、あいに促されて、大事になっていじめがばれないよう、「優は自分の家に泊まっている」と優の保護者に嘘をついた。
物語終盤の校外学習の日に未咲と共に菜々芽をあいの下に案内したが、その直後、千尋が起こした火事に巻き込まれ負傷した。
更田 千尋（さらだ ちひろ）
出席番号12番の女子児童。眼鏡をかけ、髪はカラーでは黒髪。みつあみでカチューシャをつけている。
いじめに関して積極的な人物の1人。
優が服を脱がされるといった「かいぼう」を行われている時は、先生らに見つからないよう毎回見張り係を命じられていた。家は書店を営んでおり、古事記を読んでいるため日本神話に関する造詣が深いようで、漢字の多い造語を用いてのオタク臭い話し方をする（普段は丁寧語で喋る）。最初は大人しくいじめに消極的であるかのように振舞っていたが、実はあいのことを「姫神様（ひめのかみさま）」と呼び狂信的に慕っており、陰湿なやり方でいじめに加担していた。また、笑う時は「フヒャヒャヒャ」と不気味に笑う。あいに対する狂信ぶり故か、未咲やローリエからは嫌われていた。
曽良野まりあがある男子児童と親しいことをあいに報告した後、「その男子生徒は菜々芽が好意を持っている」と嘘をついてまりあを煽った。野外学習の遠足ではあいの敵である菜々芽を滝に突き落として殺そうとする等、自ら凶行に手を染めてもいる。野外学習の数日後に自分が菜々芽殺害に失敗したことで「わんこ」か「しけい」にされることと、あいが自分にもう一度だけチャンスを与えてくれたことを関から知らされ、理花を巻き込んで再び菜々芽殺害の計画を企てる。数日後の校外学習の日に計画を実行したが、理花が自殺を図ったことにより計画は失敗。「もう終わりだ」と絶望したことからあい達がいる美術館に火を放ってしまう。
中西 健太（なかにし けんた）
出席番号17番の男子児童。垂れ目の小柄な少年。普段はおとなしく、どこか冷めた性格をしている。
いじめには消極的な人物の1人。第16話のサブタイトルに彼の名前が与えられている。
ぼんやりとした無表情でいる事が多い。非常に音に敏感。植物が好きらしく、遠足では葉やどんぐりの採集を行なっていた。口数が非常に少ないが、遠足で菜々芽が滝へ突き落とされた時に絶叫を上げた。その後、神社で偶然会った麗音奈と会話し、彼女の罪の意識を知った。
実はまりあとは幼稚園の頃から仲が良かった友人であり、まりあが死の直前に校舎の裏にあるものを埋めていたことを知っていた。また、まりあがいじめられる一因を作った菜々芽を恨んでいたため後に彼女の命を狙ったが麗音奈の制止もあって失敗。その後、菜々芽の後悔を知って彼女への憎しみを捨て、菜々芽にまりあの秘密を打ち明ける。
最終話では、理花や隼人と共に北別府へのいじめを止めようとしていることが語られた。
後日談＜蝕＞でも登場しており、中学生になってからは理花と仲良くなっている。愛子が殺害された事件の二日後に理花と一緒に下校している最中に覆面の集団に襲われたところを近藤に助けられる。後に菜々芽の状況を知り、近藤とともに菜々芽を救うべく立ち上がる。
北別府 京平（きたべっぷ きょうへい）
出席番号7番の男子児童。眼鏡をかけている。いじめに関して積極的な人物の1人で、あいの部下の1人でもある。
いじめグループ内の男子において、嫌味が入り交じった言動で積極的に扇動している。いじめを厭った隼人と優が共に家出してしまった時は、あいに促されて、大事になっていじめがばれないよう、「隼人は自分の家に泊まっている」と隼人の保護者に嘘をついた。隼人が菜々芽に叱責された後、東と竹ヶ原による中西へのいじめを止めた隼人に優を侮辱するような嫌味を言ったことから殴られ、そのことに腹を立てて隼人を4代目「わんこ」にした。
物語終盤ではわんこ制度をやめようと言い出した麗音奈を「かいぼう」しようとしたが、竹ヶ原の反抗によって阻止され、直後現れた野呂瀬に竹ヶ原と麗音奈に「かいぼう」を行おうとしていた現場を目撃される。
最終話では、全てが終わった後に目代の告訴によっていじめの事実が露呈され、それが原因で親に怒られた東から逆恨みされ、いじめられるようになった事が語られた。所謂虎の威を借る狐だったらしく、いじめられると同時にあいが行方不明になってからは彼女の後ろ楯を失ったことで以前とは打って変わり、気の弱い性格になってしまった模様。
東 鉄之介（あずま てつのすけ）
出席番号1番の男子児童。丸坊主の太った少年。いじめに関して積極的な人物の1人。
攻撃的な性格で、菜々芽に敵愾心を向けていた。竹ヶ原と手を組んでいじめを行うことが多かったが、麗音奈への「かいぼう」が竹ヶ原の反抗によって阻止され、直後現れた野呂瀬に竹ヶ原と麗音奈に「かいぼう」を行おうとしていた現場を目撃される。
最終話では、全てが終わった後いじめの事実が明るみに出たことで親に叱られたことから北別府を逆恨みし、あいの後ろ楯を失って気弱になった北別府を標的に新たないじめグループのリーダー格になったことが語られた。
吉井 麗音奈（よしい れおな）
出席番号28番の女子児童。ポニーテールで吊り目がち。あいを除けばクラスのリーダー的存在で、「実力者（ジツリョクシャ）」らしく攻撃的な性格。いじめに関して積極的な人物の1人。「わたあめ」という名前の犬を飼っている。優とは1年生からの友人であり、よく一緒に行動していた。
理花が転校してきた当初はあいと共謀し、「わざと麗音奈が理花に辛く当たり、傷ついた理花をあいが慰め理花の心を掴む」といったマッチポンプを行っていた。まりあや理花へのいじめを楽しんでいて、優と隼人が家出した事をきっかけにクラスの前で二人を追い詰める発言をし、優を脅して無理矢理学校に行かせ、未咲が撮った携帯での「かいぼう」写真を嗜虐的な笑いを浮かべながら見ているなど優へのいじめも楽しんでいるように見えた。しかし、実際は優へのいじめが予想以上に残虐になっていたことから、優をいじめたことによる後悔と罪悪感に苛まれるようになる。また、あいのグループに属していながらもその輪の中に入り切れず、優が不登校になってからは徐々に孤立するようになった。
物語後半で、優をいじめたことへの罪悪感と、まりあが遺したいじめの証拠が菜々芽の手に渡ったことから、あいにわんこ制度をやめようと持ちかけるようになり、物語終盤の校外学習の日前後に北別府ら男子にもそのことを話したが、そのために北別府達の反感を買って「かいぼう」されそうになり、北別府達に反抗した竹ヶ原や駆けつけた野呂瀬に助けられる。
最終話では竹ヶ原同様に北別府へのいじめに関わろうとしない様子が語られた。
名前は「強そう」というイメージでつけられた。
後日談＜蝕＞でも最後の方に中学生になった姿で登場した。萌を過去の自分と重ね合わせている描写がある。
竹ヶ原 厳馬（たけがはら げんま）
出席番号15番の男子児童。髪をツンツンと逆立てた髪型をしている。いじめに関して積極的な人物の1人。
東と手を組んでいじめを行うことが多い。まりあをいじめる際、虫取りで捕獲した蜂を使ったいじめや馬乗りを行っていた。家族に兄がおり、兄から聞いた性知識をふりかざし優への「かいぼう」を煽った。中西が蝉の抜け殻を集めていることを知ると、他の男子と共にはやしたてた。しかし、麗音奈とは幼馴染だったため、物語の終盤では北別府達に「かいぼう」されそうになった麗音奈を助けようと北別府達に反抗する。それが原因で自らも「かいぼう」されそうになるが駆けつけた野呂瀬に助けられた。
最終話では北別府へのいじめに関わろうとしない様子が描かれた。
田中 妃菜（たなか ひな）
出席番号16番の女子児童。長い髪を三つ編みにしている。いじめには消極的な人物の1人。
普段はごく普通の女子グループに所属している。内心では人を傷つけることを不快に思う本来の優しさも持つが、基本的には揉め事を嫌い、集団での同調圧力に弱い性格。掃除の時に菜々芽の机を「殺されたくない」という理由で触らなかったりと偏見じみた行動を取り、程度がひどくなければ他のグループのメンバーと同様いじめを傍観して楽しんでいた。
隼人がいじめグループの主要メンバーにあたる男子達と喧嘩をした後、以前から好意を持っていた隼人にその姿を「かっこよかった」と本音を語るが、実はその裏で彼に制裁を加えたい北別府と関らに脅され、彼を待ち伏せ場所に誘導するよう命令されていた。
井上 彩（いのうえ あや）
出席番号2番の女子児童。黒髪のサイドテールが特徴。いじめには消極的な人物の1人。
ドロケイで理花が逃げた際に、竹ヶ原や北別府らが騒いでいる所を注意した。4年2組の学級委員長だと思われる。あいが「オスのわんこ」の話を持ち出した際、騒いだ男子達を妃菜と共に非難した。妃菜のセリフに一回のみ彼女の名が登場する。
後日談＜蝕＞でも最後の方に中学生になった姿で登場した。
大久保 美徳（おおくぼ みのり）
出席番号3番の男子児童。黒髪で太めの体格。いじめに関して積極的な人物の1人。
まりあが「かいぼう」されている際、携帯電話を構えていた模様。
麗音奈が「かいぼう」されそうになった時にもその場にいた。
小沢 葵（おざわ あおい）
出席番号4番の女子児童。長めのボブカットの髪が特徴。
普段はごく普通の女子グループに所属している。集団での同調圧力に弱いのか、「オスのわんこ」の話に興味を示していた。
加古川 真央（かこがわ まお）
出席番号5番の女子児童。おでこを出したツインテールが特徴。
あいの持ち出した「オスのわんこ」の話に反応し、「わんこなら、なんでもいうこときいてくれる」と思って興味を示した。隼人が4代目「わんこ」にされる直前、隼人に失望していた。
烏丸 エリカ（からすま エリカ）
出席番号6番の女子児童。黒髪のショートヘアで八重歯が特徴。いじめに関して積極的な人物の1人。
竹ヶ原が性知識をふりかざして「かいぼう」を煽った際、菜々芽がした発言に対して「シットだ」と冷やかした。隼人が優を「かいぼう」した際にも北別府や竹ヶ原らと共に煽っていた。
黒田 翔（くろだ しょう）
出席番号8番の男子児童。黒髪で前髪が長い。
後日談＜蝕＞でも最後の方に中学生になった姿で登場した。
小城 一人（こしろ ひとり）
出席番号9番の男子児童。くせのある髪と垂れ目が特徴。
野外学習ではあい、ローリエ、北別府と一緒の班になる。
根本 竜治（ねもと りゅうじ）
出席番号18番の男子児童。中性的な顔立ちをしており、左目の下にホクロがある。いじめに関して積極的な人物の1人。
麗音奈が「かいぼう」されそうになった時にも、野次馬としてエリカや大久保、丸太と一緒にその場にいた。
本間 亜子（ほんま あこ）
出席番号22番の女子児童。明るめの髪色でベリーショートが特徴。
柵木 拓実（ませぎ たくみ）
出席番号23番の男子児童。短髪で糸目が特徴。
丸太 陸（まるた りく）
出席番号24番の男子児童。丸坊主で童顔。夏服にタンクトップを着ている。いじめに関して積極的な人物の1人。
いじめの際には腰巾着的存在として、煽りを入れたりする。麗音奈が「かいぼう」されそうになった時にもその場にいた。
森田 太郎（もりた たろう）
出席番号27番の男子児童。くせのある黒髪で眼鏡をかけている。
後日談＜蝕＞でも最後の方に中学生になった姿で登場した。
若槻 豪（わかつき ごう）
出席番号29番の男子児童。髪色は明るめで、少し吊り目。

### 赤ヶ瀬小学校の教員
木戸 桃子（きど ももこ）
4年2組の担任を務める女性教師。7 - 8話のサブタイトルに彼女の名が与えられている。ゆるくウェーブしたショートヘアをした穏やかそうな人物。同じ教員である野呂瀬弘よりは年上らしい。
他のクラスの担任らから羨ましがられるほど協調性のある2組のことを誇りに思っており、「子どもたちに恵まれた」「素晴らしいクラス」と語っている。児童らを「天使」と形容し、いじめの疑惑が浮上してからもありえないことだと頑なに児童たちを信じ、いじめ問題を提起した野呂瀬へ憎しみを抱くほどだった。いじめ疑惑をかけて児童たちを悲しませるなんて許せないことだと憤り、いじめに関する職員会議の前日に同僚の教師と肉体関係を持ち、校長に自分の意見の擁護をさせたりと、手段を選ばない。
物語の終盤で目代から死んだまりあが遺したテープを聴かされたことで4年2組でのいじめの実態を知らされたが、真実を一切信じなかった。その後炎上した美術館から取り残された近藤と関を助け出そうとしたが、脱出する寸前で崩落した天井の下敷きになる。
最終巻書き下ろしの最終話で関と近藤を庇う形で死亡した事が明かされ、最終話冒頭で彼女の葬儀の様子が描かれていた。
野呂瀬 弘（のろせ ひろし）
4年3組の担任を務める男性教師。4 - 5話のサブタイトルに彼の名が与えられている。髪の色はスクリーントーンで表現されている。正確な年齢は不明だが、「若造」と自称するほど若い青年。児童たちからは「のろちゃん」の名で親しまれ、「かっこいい」と保護者からの評判もいい。
自分の受け持つ騒がしい4年3組に比べ、4年2組は大人しくまとまりがあると感心していたが、児童の表情への違和感などからいじめの存在を疑うようになり、優が半裸で泣いている現場に出くわしていじめを確信した。子供の頃は女顔だった事をからかいの対象にされいじめられていたが、当時の担任に救われ、「自分のために泣いてくれる先生がいたから」教師の道を選んだという。自分がかつて先生に救われたように、優を助けようと決意するが、デリケートな内容を含むいじめだけに即座に公にする事も出来ず苦心していた。その間に彼がいじめの事実を知ったことに気付いた未咲の手で半裸の優を抱きしめて慰めている様子を撮られ、後日校内合唱大会のスライドショーで保護者たちも見ている前でその写真を晒されたことで「女児の服を脱がせ性的暴行をした」という疑いをかけられてしまい、休職に追い込まれた。
物語の後半で4年2組に不信感を抱いた目代と会い、彼女に4年2組でいじめが行われていたことを話した。終盤では中西と隼人と共に麗音奈と竹ヶ原が「かいぼう」されそうになっていたところに駆けつけて2人を助け出す。その際、北別府達に「君たちのやったことが全て分かった」と発言している。最終話では目代がいじめの事実を教育委員会に告訴したことで濡れ衣が晴れ、復職したことが語られた。
浅岡 克則（あさおか かつのり）
4年1組の担任を務める男性教師。眼鏡をかけている。野呂瀬の先輩分で、仲が良くプライベートで一緒に飲みに行ったりもしていた。理想的なクラスづくりの出来ている木戸を教師として尊敬しており、また異性としても意識している。
4年2組のいじめ疑惑と野呂瀬の淫行疑惑について職員会議で取り扱われた際には、いじめはないと主張する木戸の味方についた。しかし物語終盤にて、美術館で火事が起きた際に煙草を吸おうと外に出てきたことで、偶然にも更田千尋が炎上する美術館の前で狂喜しているところを目撃する。
最終話においても全てが終わった後の詳細は不明。
目代 明日香（めしろ あすか）
野呂瀬が休職処分になってから、代わりに赴任してきて4年3組の担任を務めるようになった女性教師。普段はのんびりした雰囲気を持つが、真面目で芯が強い性格の持ち主。他の教師から疎まれがちな菜々芽のことを「かっこいい女の子」だと見ており、彼女の人柄にかなりの理解を持っていると言える人物でもある。
いじめ疑惑のある4年2組をいい子ばかりのいるクラスだと思っていたが、千尋と理花の会話を偶然耳にしたことから4年2組の児童に違和感を覚え、それがきっかけとなって真実を知ることになる。物語終盤では菜々芽との協力関係を築いており、死んだまりあがいじめの証拠として遺したテープを受け取り、その内容を木戸に聞かせて彼女に真実を知らせた。最終話において、美術館での事件の数日後にまりあのテープを教育委員会に提出し、4年2組で行われていたいじめを告発する。その後、自ら志願して4年2組の新しい担任になった事が語られた。

### 後日談＜蝕＞の登場人物
華ヶ崎 愛子（はながさき あいこ）
菜々芽のクラスメイトの女子生徒。清楚な美少女でクラスの人気者。
3年前に行方不明になった蜂屋あいに酷似した容貌と性格を持ち、ピアノが得意など共通点もある。菜々芽に集団暴行事件（リア充狩り）の黒幕だと疑われていたが、彼女を校舎裏に呼び出した際に何者かに殺害され、遺体となって発見された。
その正体はあいと似ているだけの別人であり、あいと同様に知的だが複数の男性と性交渉を持ちブランド物のバックをせびるなど、俗悪な性根を持つ少女だった。また集団暴行事件の黒幕でもあり、自身の彼氏である春日新を通して火堂達に指示を出していた。
火堂 流星（ひどう りゅうせい）
菜々芽のクラスメイトの男子生徒。ヤンチャ系の不良少年。
望月に対するいじめを積極的に行っている。父親が権力者であるため、学校側も彼には強く注意できないらしい。しかし本人は、自分が父親なしでは無力な存在であることを気にしていて、それを指摘すると激昂する。また見た目や素行によらず、物事を冷静に見る一面を持つ。
愛子が殺された後、他のクラスメイトと共に菜々芽に暴行を加える際に菜々芽と愛子の関係を詮索したが、一文字が駆けつけたことで阻止される。後に一文字殺害に使われた凶器のナイフが彼の所持品であったことが発覚し、警察から取り調べを受けることになる。また、一文字の本性を知っているような素振りを見せた。実は集団暴行事件に関わっていた人物の一人。愛子の指示を受けて望月をはじめとする自分がいじめていたクラスメイトにカップルを襲うよう命令しており、彼らが撮影してきた写真を「客」である一文字に渡していた。
物語終盤で菜々芽が逮捕された際には氷室達とともに「自分たちが疑われずに済む」と喜んでいたが、そのために望月の憎しみを買うこととなり、後に彼から暴行を受けそうになった所を近藤達に助けられる。その後、望月が近藤達に自分たちが行っていた集団暴行事件の真実を話したため、自身も真実を話すこととなった。
望月 景太（もちづき けいた）
菜々芽のクラスメイトの男子生徒。眼鏡をかけたくせっ毛の少年。
気が弱くおとなしい性格。複数のクラスメイトと共に火堂達からいじめられている。
火堂達が菜々芽を「魔女」呼ばわりして監禁・尋問を行った際には菜々芽を乱暴するよう火堂に命令されたが、一文字が駆け付けたことで阻止された。
一文字が殺された翌日に覆面の集団から暴行を受け、その際に「殺人犯」と罵られている。実は集団暴行事件の実行犯の一人で、いじめにあっていた他のクラスメイトと共に火堂達からカップルを襲うように命令されていた。また、いじめられていた自分を庇ってくれた菜々芽を慕っており、一文字が彼女を襲おうとした際に人体模型で彼を殴り倒し菜々芽を助けていたが、その後逃げるときに火堂から渡されていたナイフを落としたことで、一文字が殺され菜々芽に濡れ衣が着せられるきっかけを作ってしまうこととなる。
物語終盤で火堂達が菜々芽の逮捕を喜んでいるところを盗み聞きして彼らに憎しみを抱き、その日の夜に氷室と萌を襲い暴行する。更に火堂も暴行しようとしたが駆け付けた近藤達に取り押さえられ、その後彼らに真実の一端を話した。
氷室 怜（ひむろ れい）
菜々芽のクラスメイトの男子生徒。
普段はクールで頭脳明晰だが、本性は激情家の少年。萌を彼女にしている。火堂と共に望月をいじめている。
愛子が殺された後、火堂達クラスメイトと共に菜々芽を「魔女」呼ばわりして体育倉庫に監禁し、暴行・尋問を行ったが、一文字が駆けつけたことで阻止される。集団暴行事件にかかわっていた人物の一人。
物語終盤で菜々芽が逮捕された際には「自分たちが疑われず済む」と安堵していたが、その後萌共々望月に襲われて暴行される。
神崎 萌（かんざき もえ）
菜々芽のクラスメイトの女子生徒。ギャル系の少女で、氷室の彼女。内心では愛子を嫌っている。
火堂が集団暴行事件の真実を語ったあと、「あの女（愛子）がやらせていた」と言い放つが、麗音奈に宥められた。
一文字 衛（いちもんじ まもる）
菜々芽達のクラス（1年D組）の担任教師。模範的な性格をした男性に見えたが、その本性は女子生徒に欲情する卑劣漢。
後に火堂達に暴行されていた菜々芽を助け出すが、その直後に本性を現して彼女に性的暴行を加えようとした。しかし何者かに人体模型で殴られて意識を失い、その後菜々芽が警察を呼ぼうとしている間に何者かに殺害される。華ヶ崎愛子と関係を持っており、また集団暴行事件を行っていた火堂達から女子生徒の裸の写真を買い取っていた。
春日 新（かすが あらた）
優が所属する美術部の先輩。温和な性格の青年。後輩の優に好意を持っている。
ある日、優と一緒に帰宅する途中、覆面の集団に襲われ怪我を負わされる。
実は集団暴行事件の黒幕で、かつて蜂屋あいの友人であった人物。子供時代は画家であった父親から虐待を受けており、母親が父親の暴言により自殺したことから父を恨んでいた。その後、父の友人の娘である蜂屋あいと出会った際にそのことを話した所あいから父を殺害することを持ちかけられ、彼女と共謀して父親を殺害した。その後も音信不通となったあいを想い続けていたが、三年前の赤ヶ瀬美術館の火災であいが行方不明になったことを知り絶望する。その後はあいの面影がある華ヶ崎愛子と交際していたが、次第に彼女の俗悪な面を目の当たりにして失望していき、更に彼女から火堂達を初めとする生徒達にリア充狩りを行わせるよう指示を出されていた。やがて愛子への失望ともう一度あいに会いたいという想いから愛子と一文字を殺害。最後は菜々芽を騙すために優を殺しかけ、菜々芽に真実を明かした上で彼女も亡き者にしようとしたが、彼女や駆け付けた近藤の抵抗に遭って断念し、自ら命を絶った。
鳥羽 香織（とば かおり）
月見ヶ峰学園で起こっている殺人事件を捜査している女性の刑事。菜々芽や火堂にも一歩も引かない冷酷で強固な雰囲気を持つ。
二件の殺人事件に接点を感じ、捜査を行う。また、覆面の集団の正体を追っている。
覆面の集団（仮称）
特撮およびアニメのキャラクターの覆面をつけた集団。菜々芽達が住む町で中高生のカップルを襲い暴行する事件（通称「リア充狩り」）を起こしている。
一文字の殺害事件が起きた後、望月を「殺人犯」と罵り暴行する。また、「あの人」と呼ばれる黒幕が彼らの裏に存在していることが示唆されている。
正体は火堂達。第1話に登場した覆面の集団は彼らから指示を受けてリア充狩りをさせられていた望月達だった。

## サブタイトル

### 本編
本編各話のサブタイトルには、物語の主要人物となる生徒と教師の名前がそれぞれつけられている。
- 第一話 出席番号30番 後堂理花
- 第二話 出席番号21番 浜上優 その1
- 第三話 出席番号21番 浜上優 その2
- 第四話 4年3組担任教諭 野呂瀬弘
- 第五話 4年3組担任教諭 野呂瀬弘 その2
- 第六話 出席番号25番 光本菜々芽
- 第七話 4年2組担任教諭 木戸桃子 その1
- 第八話 4年2組担任教諭 木戸桃子 その2
- 第九話 出席番号25番 光本菜々芽 その2
- 第十話 出席番号25番 光本菜々芽 その3
- 第十一話 出席番号25番 光本菜々芽 その4
- 第十二話 出席番号14番 曽良野まりあ
- 第十三話 出席番号13番 関大地
- 第十四話 出席番号14番 曽良野まりあ その2
- 第十五話 出席番号19番 波多部隼人
- 第十六話 出席番号17番 中西健太
- 第十七話 出席番号14番 曽良野まりあ その3
- 第十八話 出席番号30番 後堂理花 その2
- 第十九話 出席番号10番 近藤泉
- 第二十話 出席番号20番 蜂屋あい
- 最終話（エピローグ） 蜂屋あい

### 後日談＜蝕＞
後日談＜蝕＞のサブタイトルは、漢字一文字の言葉がつけられている。なお単行本においては、5巻以前より通しの話数番号が振られている。単行本第六、第七巻。
- 第一話（第二十二話） 蝕
- 第二話（第二十三話） 贄
- 第三話（第二十四話） 惨
- 第四話（第二十五話） 宵
- 第五話（第二十六話） 誤

## 単行本
- 小山鹿梨子 『校舎のうらには天使が埋められている』 講談社〈講談社コミックス別冊フレンド〉、全7巻
  1. 2012年1月13日発売 ISBN 978-4-06-341781-4
  2. 2012年6月13日発売 ISBN 978-4-06-341801-9
  3. 2012年10月13日発売 ISBN 978-4-06-341823-1
  4. 2013年2月13日発売 ISBN 978-4-06-341856-9
  5. 2013年7月12日発売 ISBN 978-4-06-341866-8
  6. 2014年3月13日発売 ISBN 978-4-06-341907-8
  7. 2014年5月13日発売 ISBN 978-4-06-341918-4